# Ла Флеш, Фрэнсис
Фрэнсис Ла Флеш (англ. Francis La Flesche); 1857—1932) — американский антрополог и писатель.

## Биография
Фрэнсис Ла Флеш родился в 1857 году в индейской резервации племени омаха на северо-востоке Небраски. Он был сыном Джозефа Ла Флеша, верховного вождя племени и его второй жены Та-ин-не.
Ла Флеш учился в школе при пресвитерианской миссии в городе Бельвью, Небраска. В 1892 году он окончил юридическую школу при университете Джорджа Вашингтона в столице США и получил учёные степени бакалавра, а потом и магистра.
В 1881 году Ла Флеш познакомился с Элис Флетчер, которая прибыла в резервацию индейцев брюле Роузбад для изучения культуры аборигенов. Ла Флеш помогал Флетчер в её работе сначала в Роузбад, а затем и в Вашингтоне. В американской столице они начали совместное исследование культуры индейцев омаха и осейджей.
В 1908 году Ла Флеш принял участие в создание оперы «Да О Ма», которая, однако, не была опубликована. С 1910 года он начал работать в Бюро американской этнологии. Основной научной работой Ла Флеша является «Племя омаха», одно из наиболее подробных и глубоких исследований племенной культуры индейцев Великих Равнин. Он также провёл исчерпывающие исследования языка, музыки и религии осейджей.
Фрэнсис Ла Флеш скончался в 1932 году в округе Терстон, штат Небраска. Он был похоронен на кладбище Банкрофт рядом с могилами его отца и сводных сестер Сюзетт и Розали Ла Флеш.

## Память
Деревня Баффало-Хед стала именоваться Лафлеш в честь Луи-Фрэнсиса Ричера Лафлеша.